# Pont Alexandre III
El pont Alexandre III és un pont que travessa el Sena entre el  7è i el  8è districte de París. Classificat als monuments històrics, va ser ofert a França pel tsar Alexandre III de Rússia per a l'Exposició universal de París de 1900.

## Històric
El pont estava destinat a simbolitzar l'amistat franco-russa decidida entre el Tsar Alexandre III de Rússia (1845-1894) i el president de la República francesa Sadi Carnot (1837-1894) i va ser construït per a l'Exposició universal de París de 1900, a l'eix de l'esplanada dels Invalides. Enllaça el Petit i el Grand Palais igualment construïts per a l'exposició universal.
La construcció fou confiada als enginyers Jean Résal i Amédée Alby així com als arquitectes Cassien-Bernard i Gaston Cousin.
És un pont metàl·lic de 40 metres d'amplada barreja d'un sol arc de 107 metres que comprèn tres punts d'articulació, permetent salvar el Sena sense punt de suport intermediari. Als extrems s'hi situen dos túnels de pedra.
La primera pedra va ser posada pel Tsar Nicolau II de Rússia el 1896 (fill d'Alexandre III) i va ser inaugurat el 1900 en ocasió de l'Exposició universal.
Sobre la columna, a la riba dreta riu avall, s'hi pot llegir: El 14 d'abril de 1900, Émile Loubet president de la República Francesa ha obert l'exposició universal i inaugurat el pont Alexandre III»
Va ser classificat a l'inventari dels monuments històrics el 1975.
Als seus contraforts a la riba dreta hi ha des de setembre de 2006 un club nocturn anomenat Showcase. Aquest lloc, obert al públic el desembre de 2006, pot ser utilitzat com a sala de concerts i hi són gravades de fa poc emissions de televisió.

## Característiques
- Tipus de construcció: pont en arc
- Construcció: 1897 - 1900
- Inauguració: 14 abril de 1900

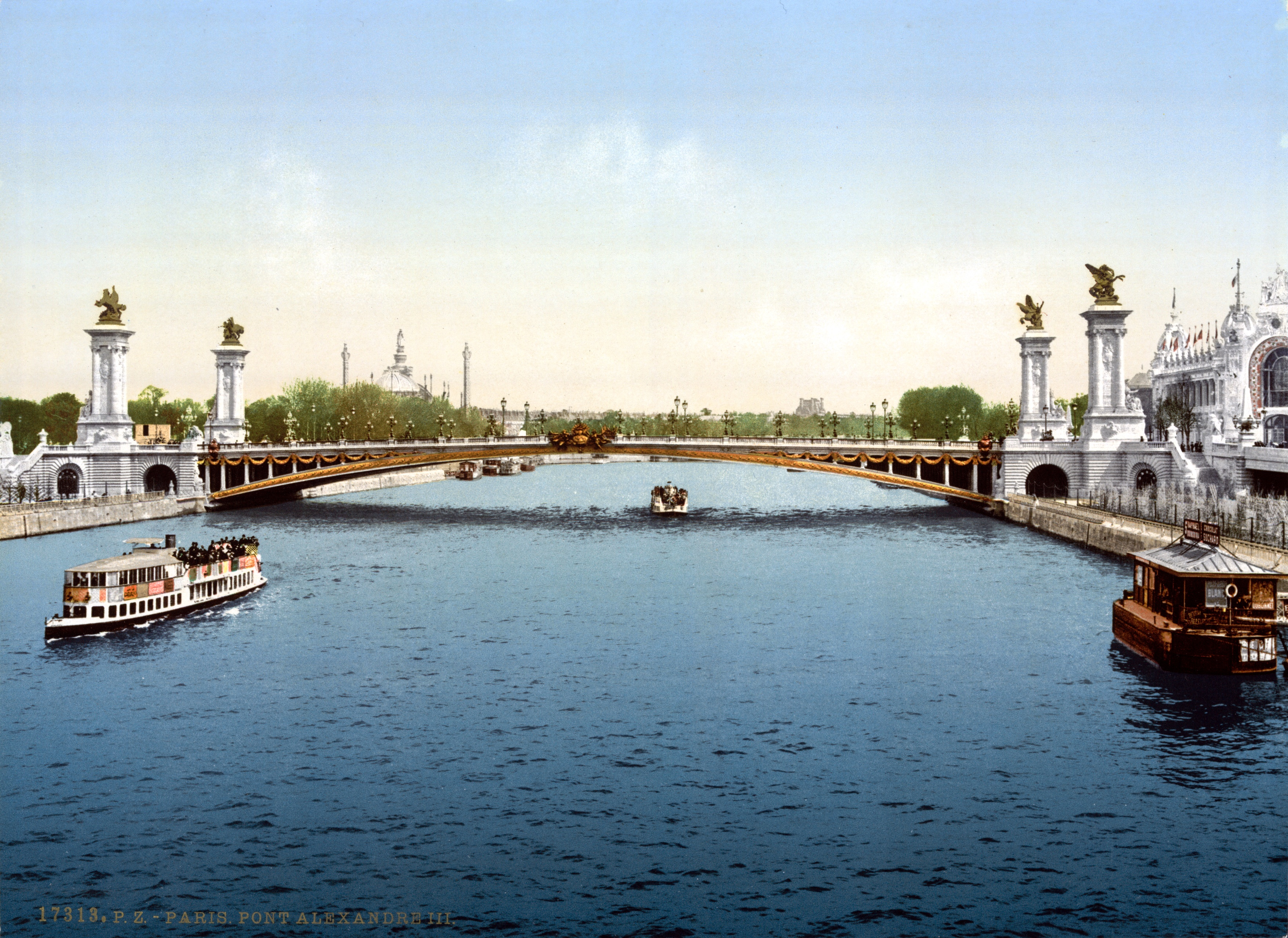
El pont durant la inauguració

- Arquitectes: Cassien-Bernard i Gaston Cousin
- Enginyers: Jean Résal i Amédée Alby
- Decoració: Georges Récipon, Emmanuel Frémiet, Jules Félix Coutan, Henri Désiré Gauquié, Grandzlin, Pierre Granet, Alfred Lenoir, Laurent Honoré Marqueste, André Massoule, Gustave Michel, Léopold Morice, Abel Poulin, Clément Steiner
- Material: acer
- Longitud total: 160 metres
- Longitud de la volta principal: 107,50 metres
- Amplada de la biga: 40 metres
- Fletxa: 1/17 (relació alçada/abast)
- Classificació als Monuments històrics: 1975

A conseqüència del seu gran abast per a una feble alçada, el pont Alexandre III exerceix una important empenta lateral. Per tal d'evitar la separació dels ancoratges, les ribes han estat considerablement reforçades, i les quatre columnes dels extrems participen en l'estabilitat del conjunt.

## Decoració
Les quatre al·legories representen:
- Les arts: per Emmanuel Fremiet
- L'agricultura: per Gustave Michel
- El combat: per Pierre Granet
- La guerra: per Clément Steiner

Les decoracions tenen com a temes:

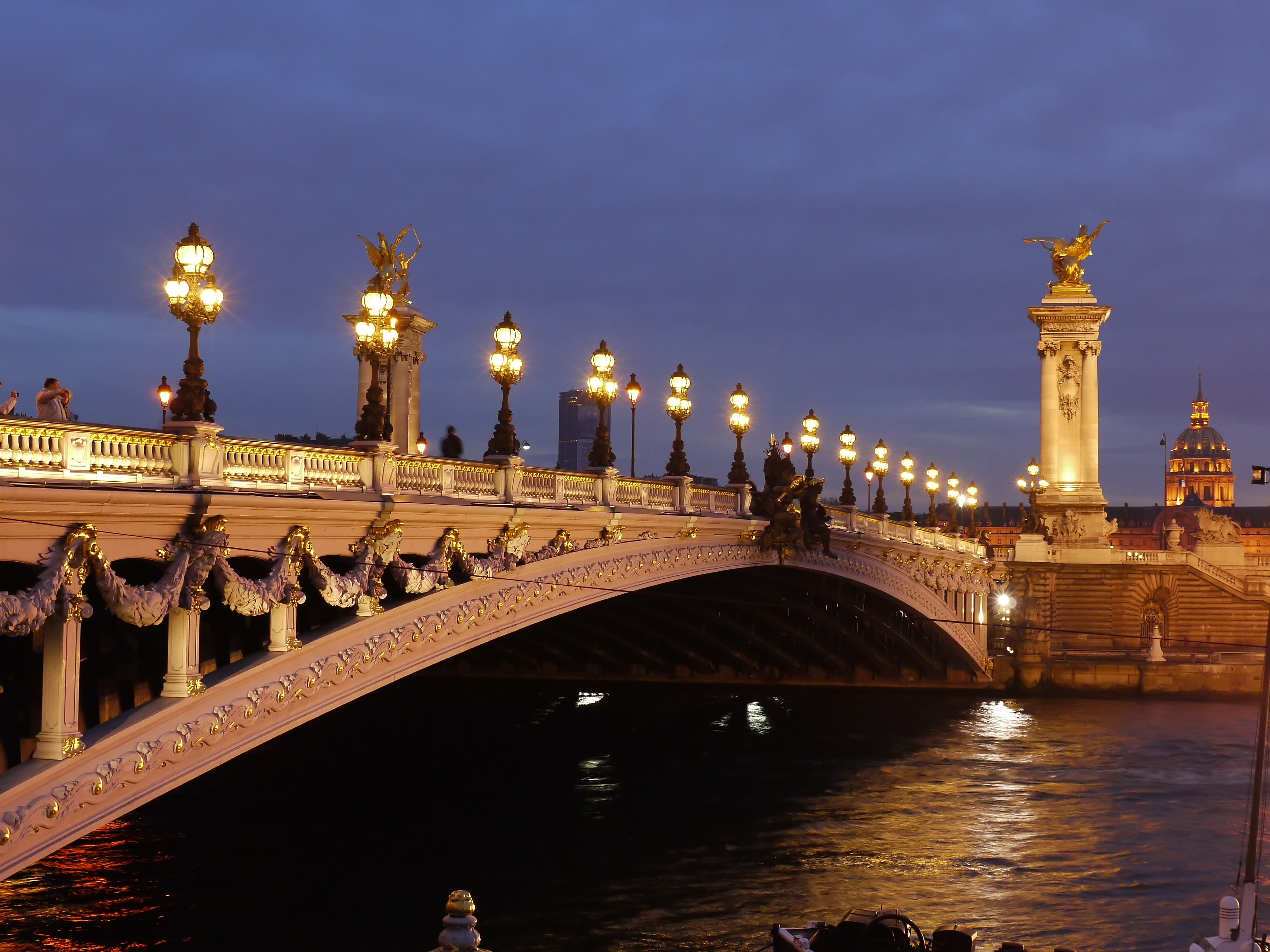
El pont de nit amb en segon pla les Invalides

- La França de l'edat mitjana, al  Renaixement, el regnat de  Lluís XIV, i la França moderna.

## Galeria

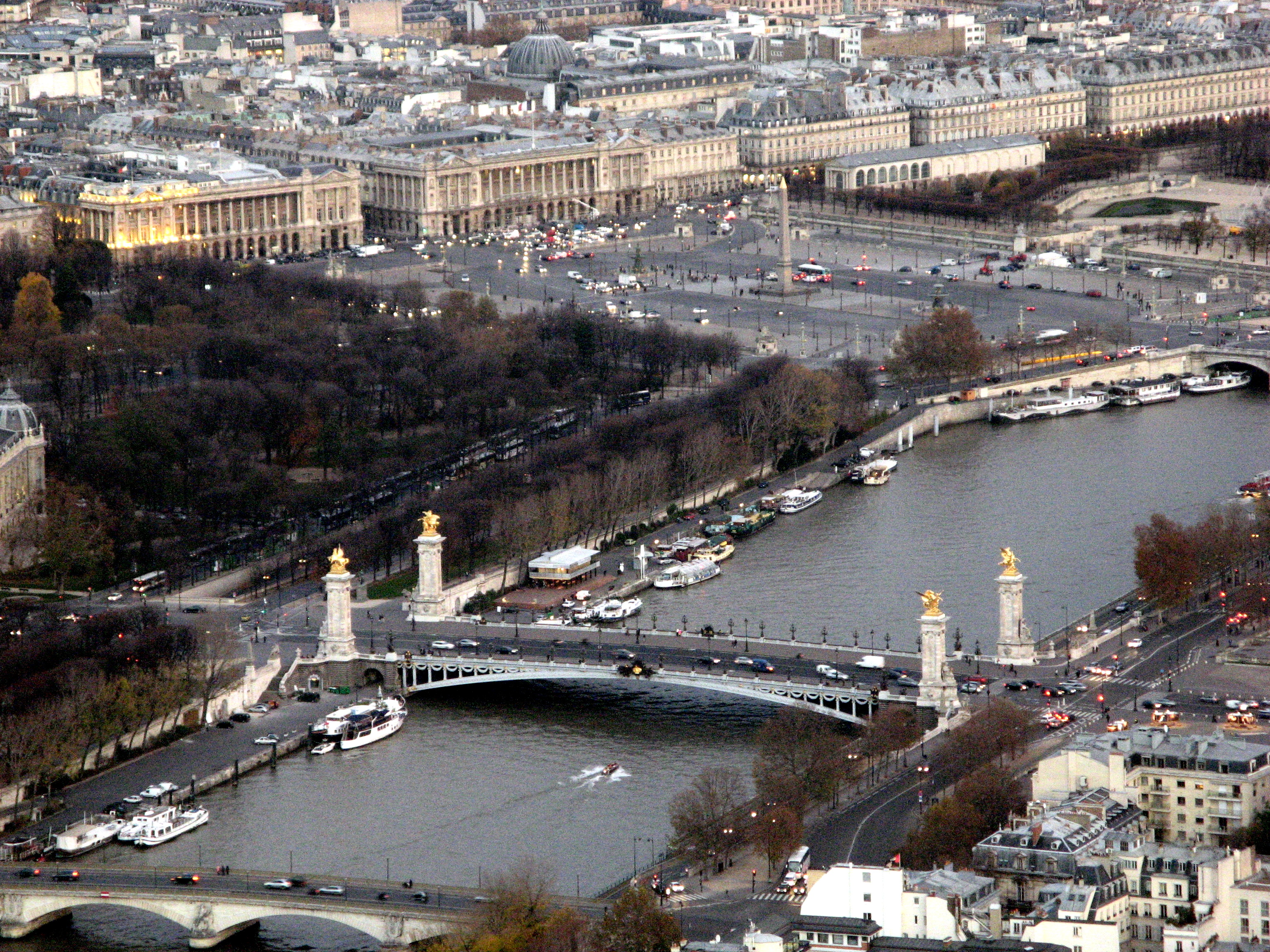
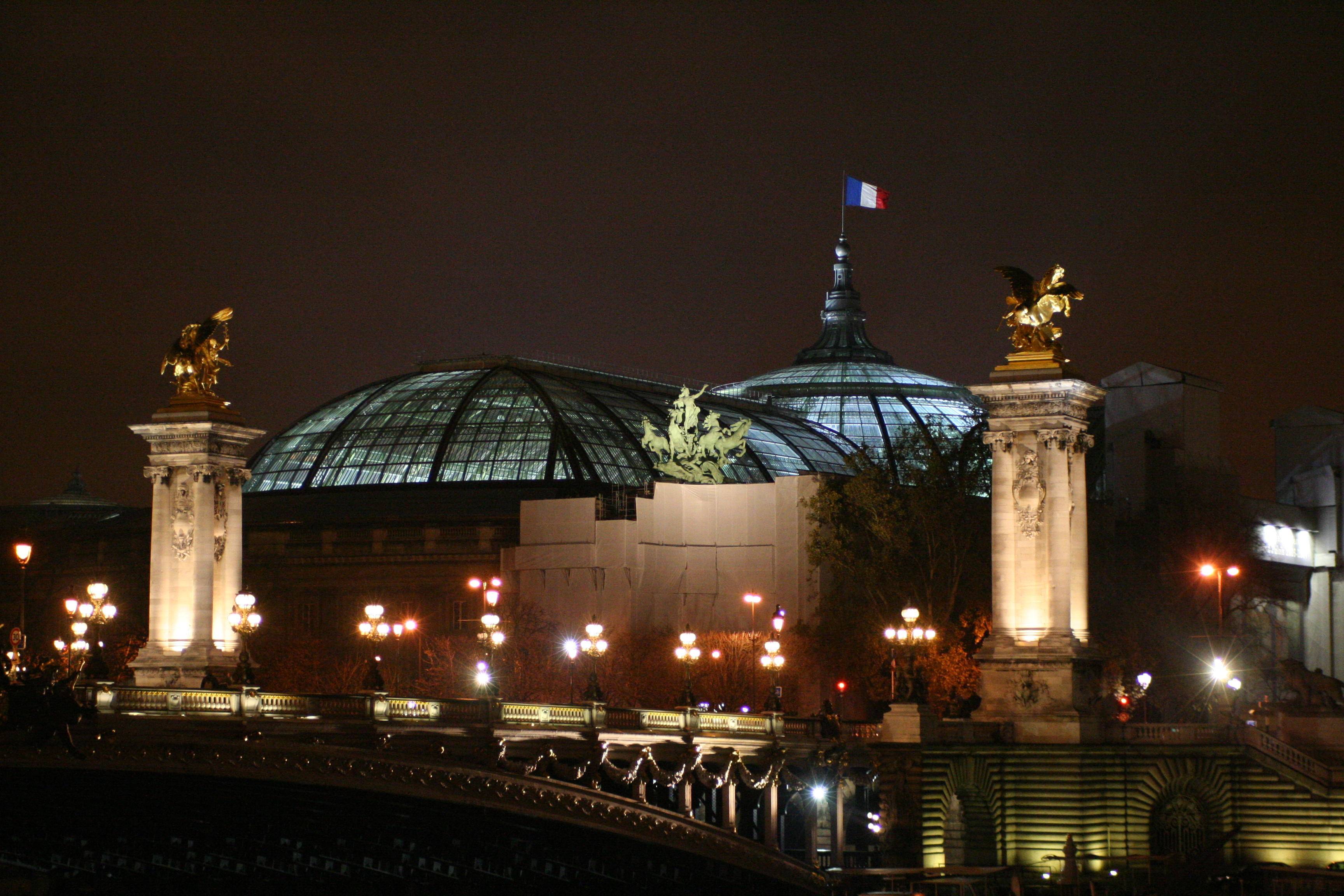
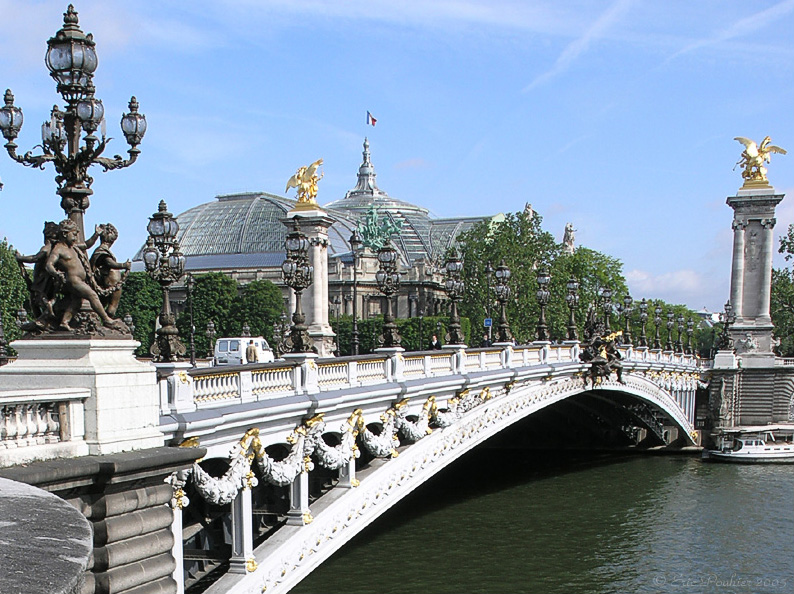
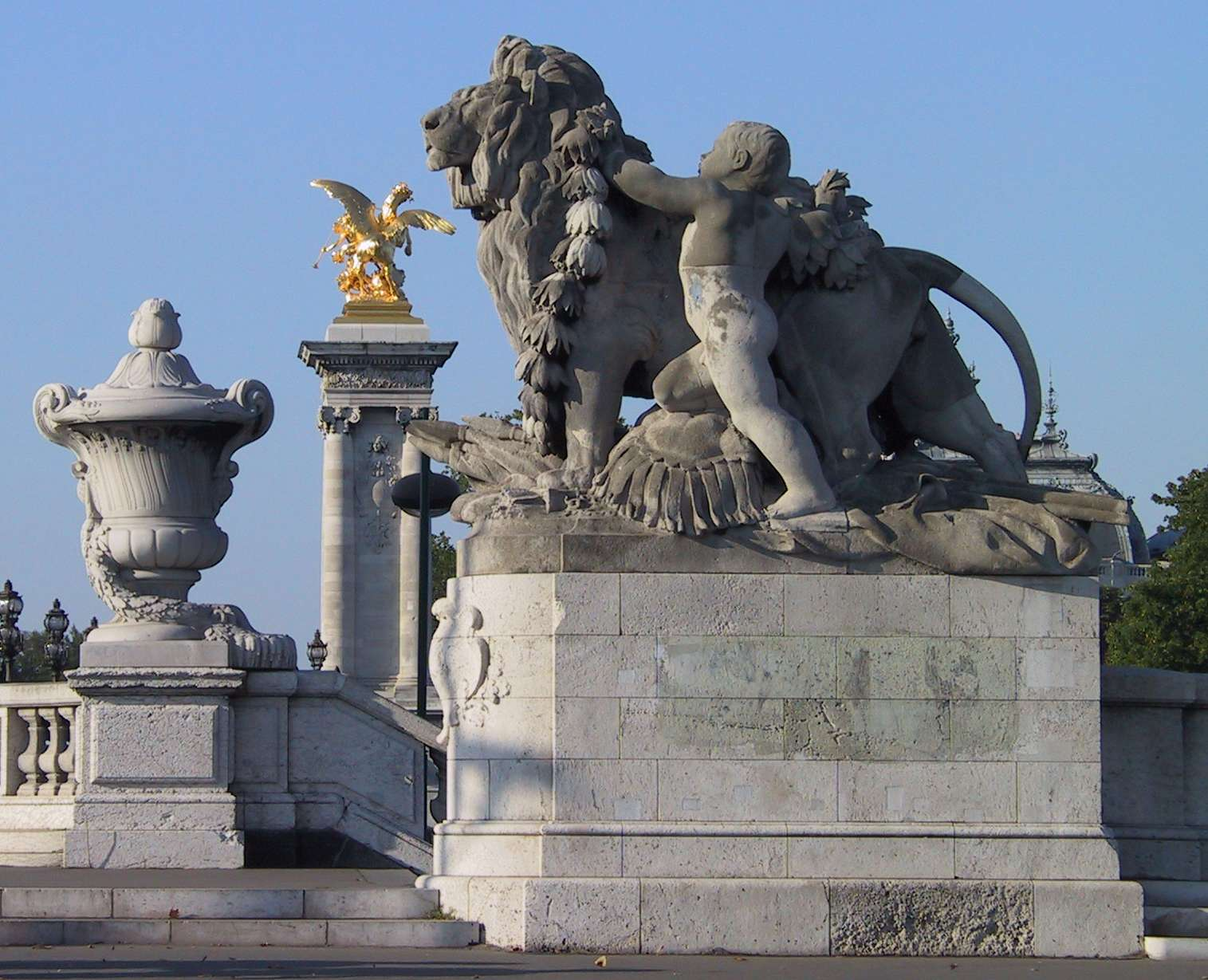
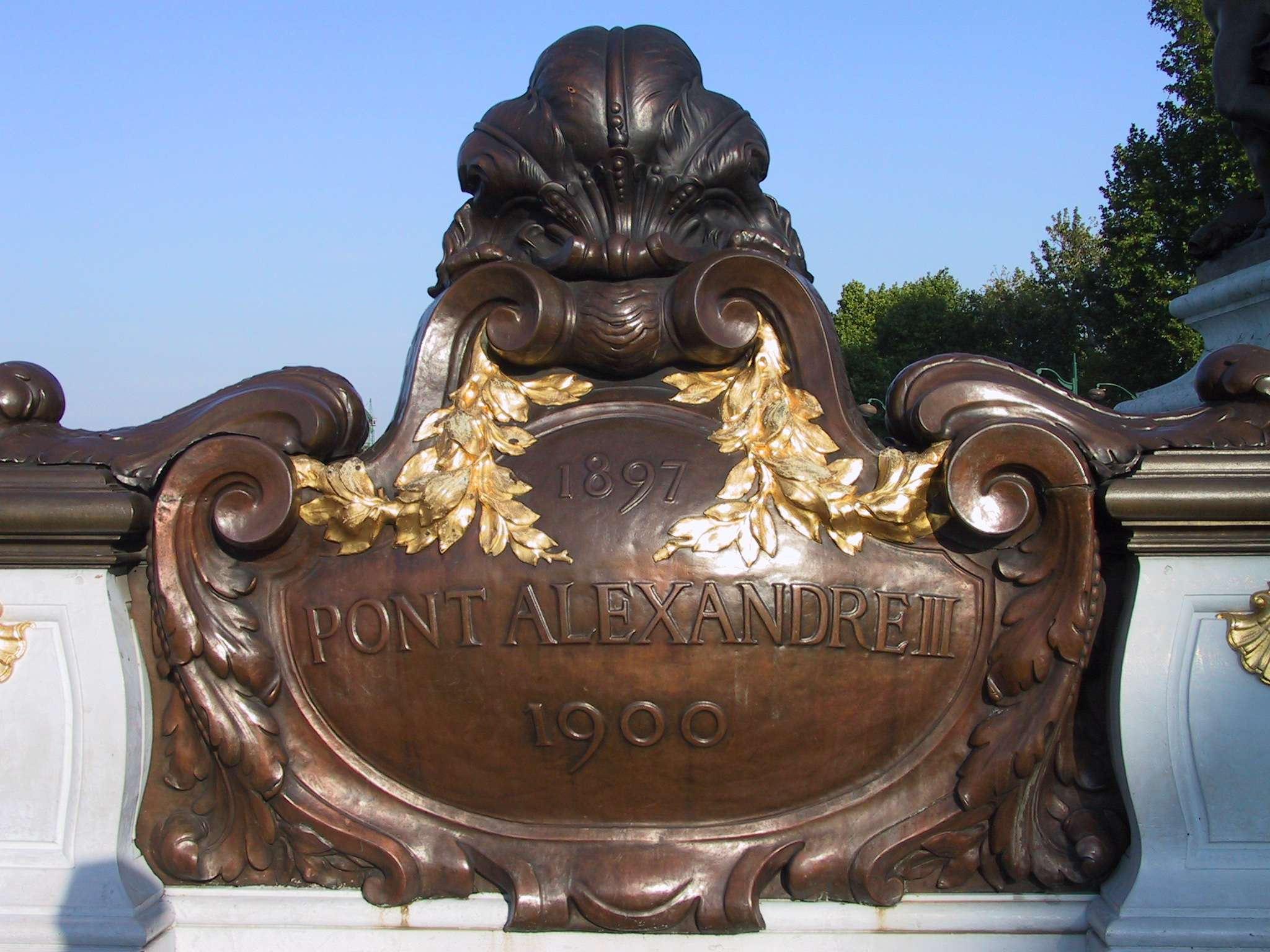
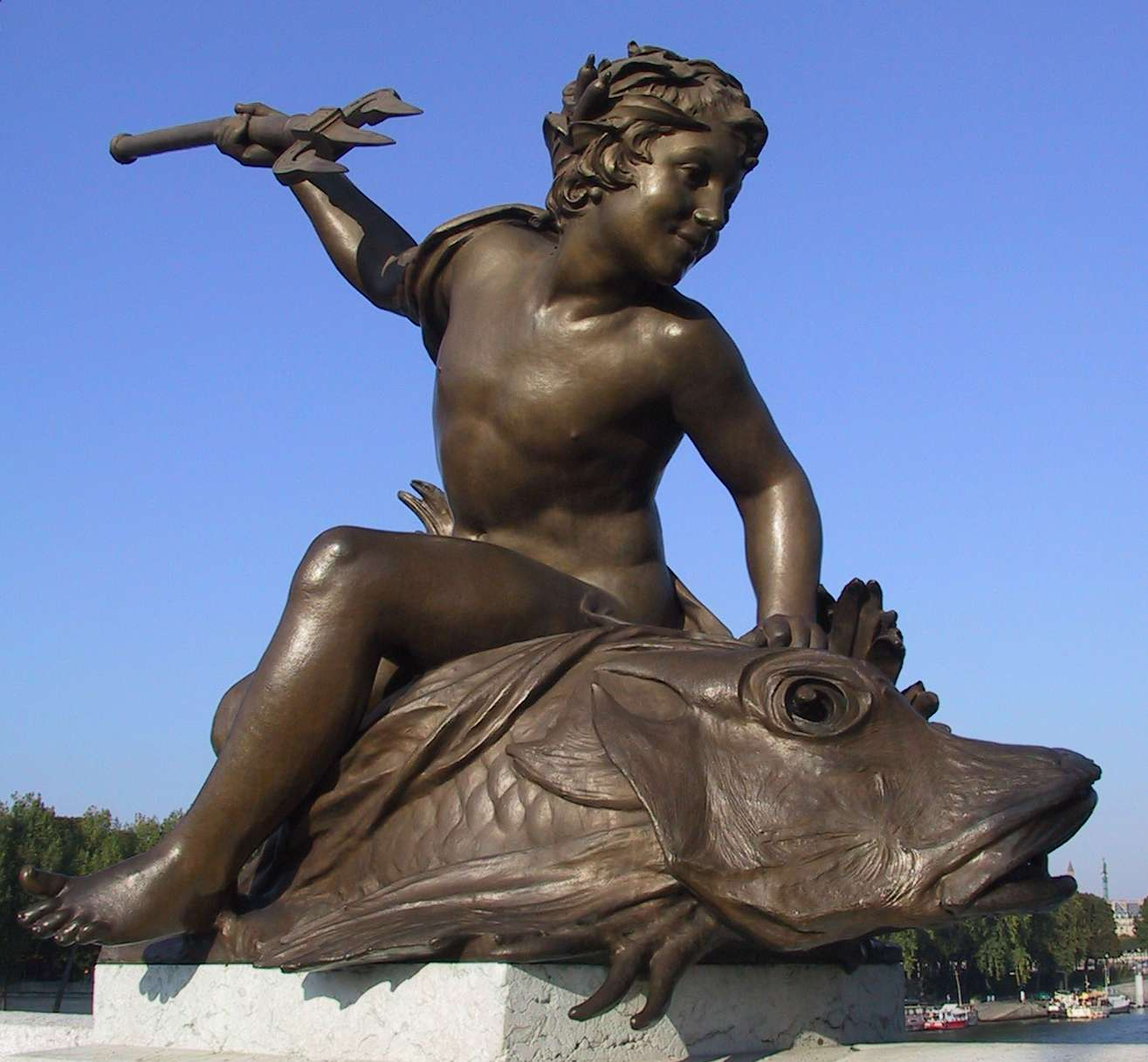
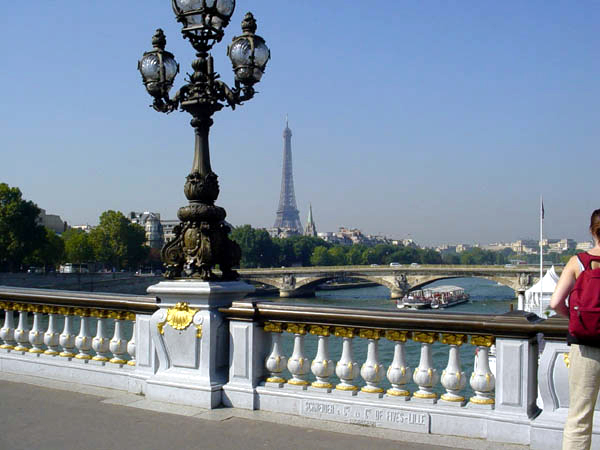
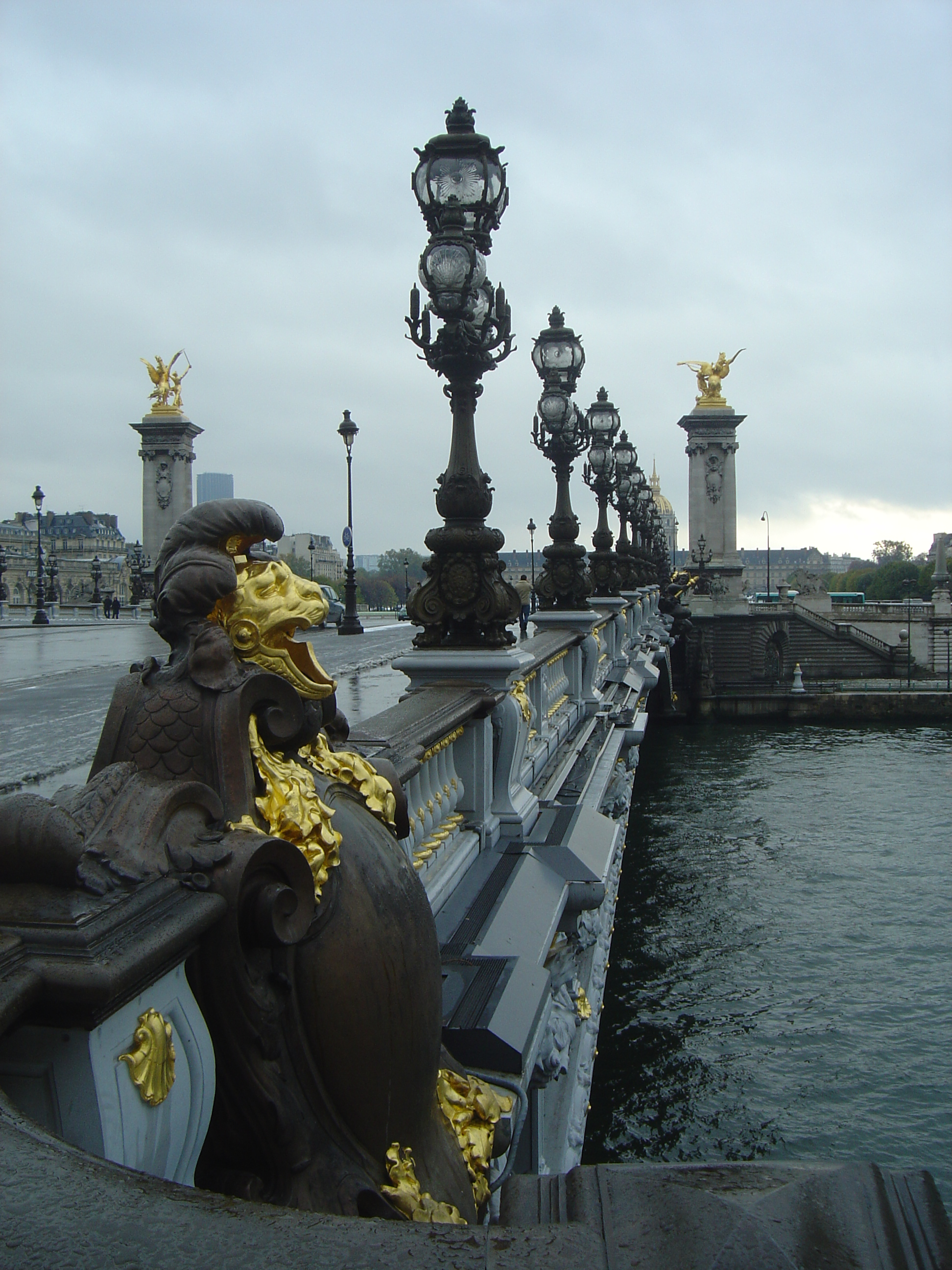